# Victoria Pătrașcu
Victoria Pătrașcu (n. 1966, Râmnicu Vâlcea, Vâlcea, România) este o scriitoare română de cărți și piese de teatru pentru copii.

## Biografie
Victoria Pătrașcu a absolvit Facultatea de Litere a Universității din București. În iunie 1990 era studentă la București când a fost una dintre victimele Mineriadei din Piața Universității.
După 1994, a lucrat în presă mai mult de un deceniu la RomPres, știri TVR sau la Revista „Academia mămicilor”.

### Debut în literatura pentru copii
În 2008, Victoria Pătrașcu debutează editorial cu cartea  „Ziua în care a fugit somnul”, apărută la Editura Nemi, poveste ale cărei ilustrații au fost realizate de Irina Dobrescu. Cartea a fost dramatizată în 2009, pentru un spectacol radiofonic, la Radio România, în regia lui Mihai Lungeanu și în 2013, pentru un spectacol realizat de Teatrul Momolino, în regia Antoanetei Zaharia. În 2017, cartea a fost reeditată la editura Cartea Copiilor, iar ilustrațiile acestei ediții au fost realizate de Ágnes Keszeg. Această ediție a fost inclusă în selecția „Cele mai frumoase cărți” ale anului 2017 în România.
În 2013, cartea „Stejarul pitic, cel mai bun tătic” a fost dramatizată și difuzată de Teatrul Național Radiofonic. Piesa „Lampio și grăuntele de lumină” este montată și jucată pe scena Teatrului Stela Popescu din București.

### Asociații și proiecte
În 2019, în colaborare cu Agenția Împreună, împreună cu ilustratoarea Cristiana Radu, Victoria Pătrașcu a scris două cărți care au ca (super)eroi doi copii rromi: Zuralo și Zurali.
Împreună cu Adina Rosetti, Laura Grünberg și Iulia Iordan, Pătrașcu este membru fondator al Asociației De Basm. Împreună cu membrii acestei asociații, Pătrașcu organizează Festivalul de literatură pentru copii LittleLIT și caravane naționale prin școli și biblioteci rurale pentru promovarea lecturii.

## Premii și selecționări
- 2007 Premiul 2 la Concursul de dramaturgie „100, 1.000, 1.000.000 de povești”, organizat de Teatrul „Ion Creangă”, cu piesa O poveste cu Bulbuc, care intră în bucluc.[4]
- 2012 Finalistă a Galei Bun de Tipar la categoria „Cea mai bună carte pentru copii" pentru culegerea de povești Stejarul pitic, cel mai bun tătic (Editura Cartea Copiilor).
- 2015 Selectată în catalogul de cărți pentru copii The Withe Ravens, pentru Ela cea fără de cuvinte(Editura Cartea Copiilor)[5]
- 2017 Premiul de Excelență pentru Literatura pentru Copii acordat de Radio Itsy Bitsy.[5]

## Lucrări

### Cărți pentru copii
- Ziua în care a fugit Somnul. București: Editura Nemi, 2008
  - reeditată Ziua în care a fugit Somnul. București: Editura Cartea copiilor, 2017[6]
- Stejarul pitic, cel mai bun tătic, București: Editura Cartea Copiilor, 2012
- Ela cea fără de cuvinte, ilustrații de Cristiana Radu. București: Editura Cartea Copiilor, 2015 ISBN 	978-606-8544-10-6
- Ooooo poveste de iubire, ilustrații: Veronica Neacșu. Chișinău: Editura Cartier, 2017
- TiriBomBamBura, cinci povești de-a dura, ilustratoare Kurti Andrea. Miercurea Ciuc: Editura Gutenberg Books, 2018 ISBN: 9786069461013
- Scrisori din Laponia, ilustrații de Karda Zenkö. București: Editura Univers, 2018 ISBN 978-973-34-1066-9
- Nesupusele, coautor împreună cu Adina Rosetti, Iulia Iordan, Cristina Andone, Laura Grünberg, Editura Univers, 2018 ISBN: 9789733410690
- Șansa lui Bilețel, ilustrații: Zelmira Szabó. Chișinău: Editura Cartier, 2019. ISBN 978-9975-86-359-9
- Zuralo și rotița fermecată, Editura Fundației Împreună, 2019.
- Cântecul lui Zurali, Editura Fundației Împreună/Editura Univers, 2019.
- Mario Încurcă-Tot, Editura Fundației Împreună/ Editura Univers, 2019.
- Gaston Tomberon, eroul din Aheron, ilustrată de Oana Ispir. București: Editura Univers, 2020. ISBN 978-973-34-1148-2
- O rețetă de curaj,  ilustrații de Petru Dumbrăvician. București: Editura Univers, 2020 ISBN: 9789733411314
- Uluitoarele călătorii ale Ariadnei, ilustrații de Petru Dumbrăvician. București: Editura Univers, 2020 ISBN  	978-973-34-1216-8
- Cum a salvat Tălpici Crăciunul, ilustrații de Karda Zenkö. București: Editura Univers, 2021. ISBN 978-973-34-1341-7
- Dragonul 32, ilustrată de Cristiana Radu. București: Editura Cartea Copiilor, 2021, ISBN: 978-606-8996-26-4
- Peripețiile lui Covrigel, ilustrații de Ágnes Keszeg. București: Editura Univers, 2021. ISBN 978-973-34-1264-9

### Traduceri
- [hu] Mesepörgettyű (TiriBomBamBura), cinci povești de-a dura), traducere László Noémi, Gutenberg Kiadó, 2018, ISBN: 9786069461013
- [tr] Kelimesiz Ela (Ela cea fără de cuvinte), ilustrații Cristiana Radu, traducere Özlem Çerezci Çize, 2021 ISBN: 9786057449313
- [fr] Désobéissantes (Nesupusele), împreună cu Adina Rosetti, Iulia Iordan, Cristina Andone, Laura Grünberg, Belleville éditions, Paris, 2021 ISBN: 9791095604389

### Piese de teatru
- Lampio și grăuntele de lumină, 2019